# Malgorzata Dubiel
Malgorzata Dubiel est une mathématicienne et universitaire polonaise. Elle est maître de conférences à l'université Simon Fraser de Vancouver.

## Biographie
Dubiel est la fille d'un scientifique et ingénieur de fusées militaires polonais. Elle a un doctorat de l'université de Varsovie, supervisé par Victor W. Marek (en). Elle vit au Canada depuis 1982 et enseigne à l'université Simon Fraser. 
Elle propose des cours destinés aux futurs professeurs de mathématiques et des cours de rattrapage en mathématiques. Elle est présidente de la Simon Fraser University Faculty Association pour deux mandats de 1994 à 1996, et de nouveau de 2004 à 2005.  

## Activités de sensibilisation
Malgorzata Dubiel s'intéresse particulièrement à l'enseignement des mathématiques. Ses études sur les manuels de mathématiques des écoles primaires et secondaires du Canada, l'ont amenée à constater les problèmes causés en partie à leur rédaction par des professionnels de l'éducation sans consulter de mathématiciens,,. Bien qu'elle valorise l'imagination de la créativité en mathématiques elle estime que cela « ne doit pas se faire au détriment des compétences mathématiques de base, des instructions claires et de la pratique ».  
Elle a été présidente du Groupe d'étude canadien sur l'enseignement des mathématiques et coprésidente en 2009 du Forum canadien sur l'enseignement des mathématiques. Elle a fondé un atelier annuel de mathématiques pour les étudiantes diplômées en mathématiques, « Connecting Women in Mathematics Across Canada ». Elle organise la conférence annuelle « Changer la culture pour les professeurs de mathématiques » au Pacific Institute for the Mathematical Sciences et elle est la créatrice d'une série d'expositions et d'activités sur les mathématiques dans des centres commerciaux de Colombie-Britannique. Elle a dirigé plusieurs programmes de mathématiques dans l'enseignement secondaire.

## Prix et distinctions
Elle est nommée 3M Teaching Fellow (en), reconnaissance nationale canadienne pour l'enseignement et l'apprentissage dans l'enseignement supérieur, en 2008. La citation souligne sa capacité exceptionnelle à insuffler la confiance mathématique chez les étudiants débutants, son utilisation créative des dessins animés et des contes de fées pour stimuler l'imagination mathématique des étudiants, et son travail faisant connaître les mathématiques et la numératie au public,. Elle est récipiendaire en 2011 du prix Adrien Pouliot de la Société mathématique du Canada pour ses contributions à l'enseignement des mathématiques et du prix YWCA Women of Distinction. En 2018, la Société mathématique du Canada l'a inscrite dans sa classe inaugurale de fellows.  